# فرانسوا فيلون
فرانسوا فيلون (بالفرنسية: François Villon) (و. 1431 – 1463 م) هو شاعر، وكاتب ولد في باريس .

## التعليم
تعلم في جامعة باريس

## روابط خارجية
- فرانسوا فيلون على موقع IMDb (الإنجليزية)
- فرانسوا فيلون على موقع الموسوعة البريطانية (الإنجليزية)
- فرانسوا فيلون على موقع ميوزك برينز (الإنجليزية)
- فرانسوا فيلون على موقع ديسكوغز (الإنجليزية)